# 聯邦委員會 (俄羅斯)
俄罗斯联邦会议联邦委员会（俄语：Сове́т Федера́ции Федерального Cобрания Российской Федерации），简称俄罗斯联邦委员会或联邦委员会（[Сове́т Федера́ции] 错误：{{Lang}}：无效参数：|3=（帮助）），是俄羅斯聯邦會議的上議院，设立於1993年。根據俄羅斯聯邦憲法，聯邦內89個俄羅斯聯邦主體（包括24個自治共和國、48個州、9個邊疆區、3個聯邦直轄市、4個民族自治區和1個自治州）各派出兩名代表組成委員會，由俄羅斯各聯邦主體推派委任產生，而非民選產生。截至2022年9月，俄羅斯聯邦委員會共有178個席位。

## 歷史

### 成立背景
聯邦委員會始於1993年俄羅斯憲政危機，時任總統的叶利钦政府推行的政府結構改革受到當時地區的俄羅斯人民代表大會抵制，而人民代表大會又是國家的立法機關，這段期間大會對叶利钦及其內閣把俄國陷入經濟危機而产生的不滿與日俱增，進而阻止叶利钦制定俄羅斯聯邦的新憲法，并以蘇聯時代1978年的舊憲法來取代當今的憲法，日益緊張的危機之中在該年9月21日，叶利钦頒定1400號總統令，终止讨论憲法改革并解散人民代表大會，擴大總統的執政權力。在总统与人民代表大會间爆发文字和法令上的冲突之后，在1993年10月2至4日，總統叶利钦突然出動陸軍，砲轟并攻佔立法機關所在地白宮。

### 叶利钦時代
緊接著叶利钦決定制定新憲法，由於對事件記憶猶新，叶利钦起草憲法時大幅增加俄羅斯總理的權限、副署權以及建立更強而有力的俄羅斯聯邦國家安全會議，把國會拆分成兩院制並更名為聯邦會議，由下議院國家杜馬以及上議院聯邦委員會所組成，由叶利钦一手拉拔起來的聯邦委員會增加了地方的政治權力，特別是車臣共和國這種自治共和國，其精神與1978年的憲法精神相近，聯邦委員會變成立法機關的一部分。
聯邦委員會的成立程序是選舉，而選舉主要依據的系統是1993年10月11日生效的總統令1626號－俄羅斯聯邦會議之聯邦委員會選舉辦法，以及同年11月6日的總統令1846號－1993年俄羅斯聯邦會議之國家杜馬與聯邦委員會選舉規格之決議。
俄羅斯聯邦委員會類似美國參議院，聯邦委員會由俄羅斯的聯邦主體推派兩名代表，不像國家杜馬把全國以數百人為基準劃分選區，聯邦委員會或多或少都反映俄羅斯各主體的民意，初建時議題都在關注聯邦政府是否能夠也推派代表，並在該年首次的上院選舉解決該問題，決議內容是被允許的，10月11日葉爾辛決定頒布總統令1628號，規定首次參選的候選人都要至少在該州、自治共和國、邊疆區、自治州、自治區或著聯邦城市的總人口數獲得2%，或著是25,000合格公民的連署，此舉保存各地政治精英從政的機會，並規定在1995年全面改選。

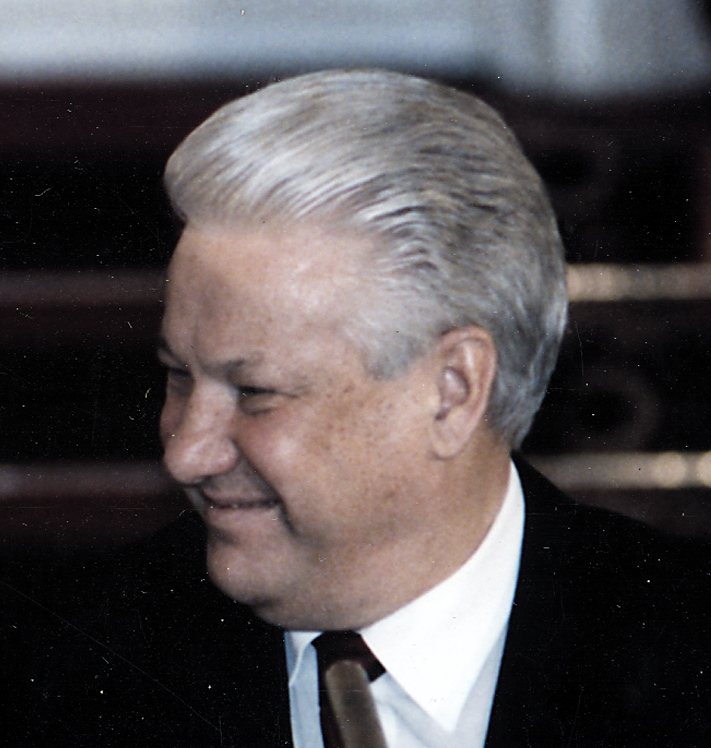
一手建立起聯邦委員會的叶利钦

1993年12月12日首次和國家杜馬一起展開選舉，以及修改俄羅斯聯邦憲法，兩個立法機關隨著新憲法的通過而成立了，委員會的選舉一位由聯邦主體的立法機關推派，另一位則是聯邦主體的政府推派，隨後在1995年第一屆國會任期屆滿，此後每四年改選。
然而這部憲法有重大的漏洞，也就是沒說明「如何」選出上院議員，1995年憲政運行終於出現爭端，各地的行政首長認為自己當然的行政權力當然可以在聯邦委員會有一席之地，類似美國州長在國會參議員出缺時可提名國會參議員一樣，在這段時間國家杜馬正對俄羅斯的政策進行一系列嚴肅的審核，聯邦委員會反道成為一個為地方向聯邦政府關說的場域。

### 普京時代
1999年12月31日葉爾欽宣布辭職，由普京出任代理總統，聯邦委員會隨之而來一些新的變革。
普京在2000年5月7日正式上任後，修改法律，地方首長不能兼任議員，只能指派議員，委員會极其憤怒地抵制普京的計畫以維護其在聯邦政治的地位，他們非常樂於發揮在莫斯科當局的影響力，並享有國會議員的豁免權，隨著國家杜馬威脅要改選委員會以及普京威脅公開地方首長的犯罪調查，委員會只好在2000年7月支持該法律，在他們的觀點中新的克宮友好關係取得最終的勝利，這個勝利在普京全力運作下成功，這些擁有議員和地方首長雙重身分的官員在2002年初卸任。
2004年9月爆發別斯蘭人質危機，普京總統開始對聯邦系統的激進改組，地方首長由直接民選改為由他直接任命，地方的民意機關可以否決他任命的人選。此舉增強了行政機關對委員會的控制，因為上院議員乃是由地方首長所任命。
從2000年後聯邦委員會仍是個穩定的實體，然而批評者指普京的上議院改革既不民主更違反聯邦的地方自治精神，改革只不過是為了執政黨統一俄羅斯黨建立個橡皮圖章，無異於當初蘇聯時代的蘇聯民族院。也有指是普京籍此削弱聯邦委員會權威，增加個人權力。

## 議員
俄羅斯聯邦憲法第101條規定：「聯邦委員會應選一人為主席。」主席官方的職責包含了主持會議、制定暨推動問題草案、發布命令以及諮詢各委員會，在俄羅斯聯邦會議做為一位上院議長的官方責任，就是負責簽署決議給總統頒布或交由國家杜馬覆議。

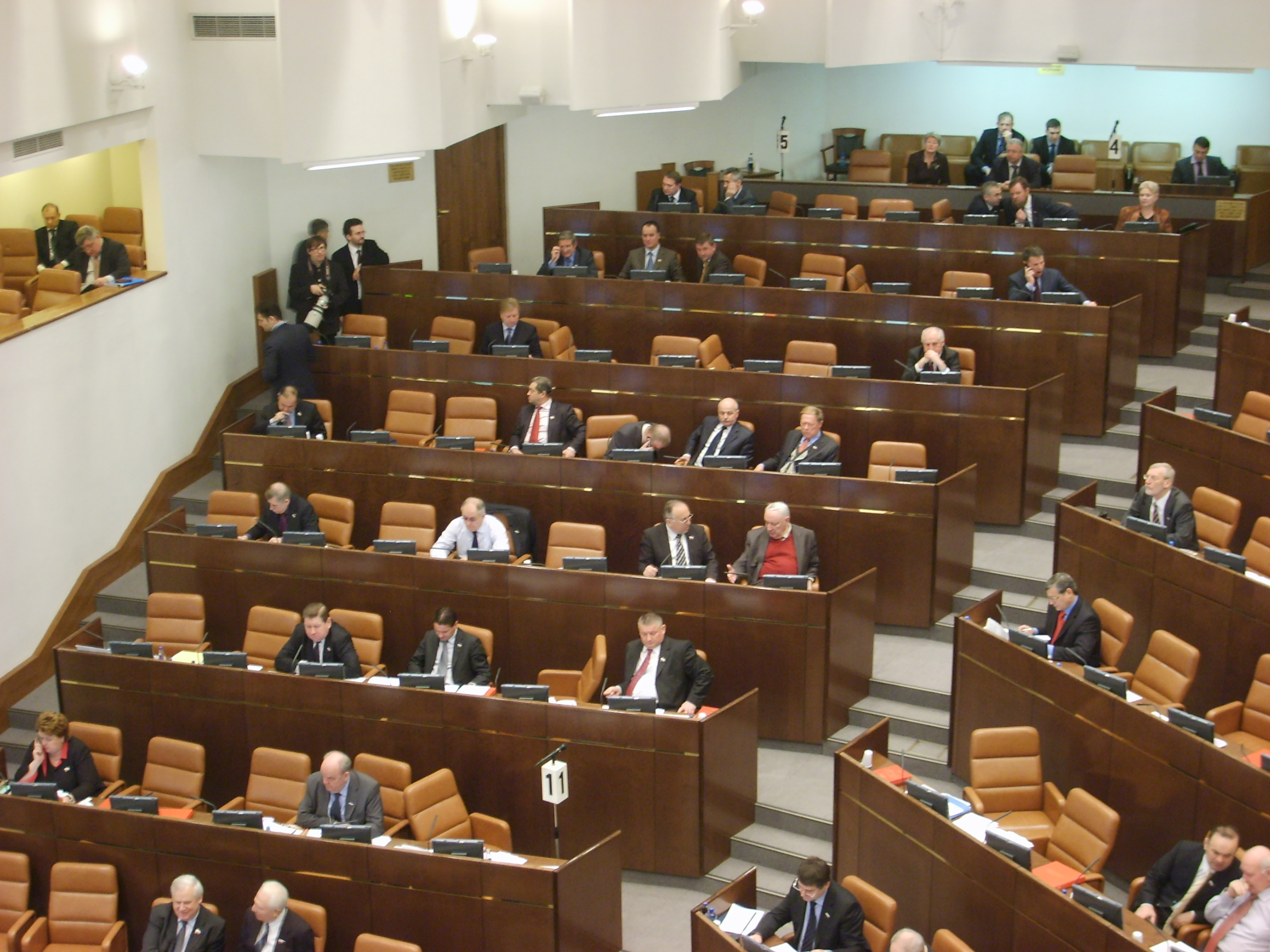
聯邦委員會議事場景

現任主席是瓦蓮京娜·馬特維延科，2011年上任。
和國家杜馬不同的在於政黨下轄的部門，委員會很明顯的展現沒有任何政黨存在於上議院，2001年大約一百位上議員組成較為寬鬆的黨團，幾乎支持了時任總統普亭全部的政策，然而在2002年更令人沮喪的是米羅諾夫勝選為主席後解散所有的黨團，儘管民主國家最重要的並非共識，但做為國會上議院的聯邦委員會難以凝聚出相當的共識，進而難以通過任何的決議案，法案反而是在和主席或各委員會辯論之後更容易通過，而議員本身被要求不要反應政黨原有的意識形態強諸於議事之中，2000年的改革後委員會明顯得向克林姆林宮當局靠攏，使得重要的法案輕易通過以滿足克林姆林宮的要求。
依據第98條，所有委員會議員享有議員豁免權，可以使議員免於被拘捕、扣押以及搜索，聯邦委員會在2007年針對法案做出修定，使得現在上院議員必須在服務選區居住滿十年方可參選。
聯邦委員會議員的地位在聯邦法律被定義為：「國家杜馬與聯邦委員會同為俄羅斯聯邦會議之成員。」

## 組成方式
不同於俄羅斯的國家杜馬和國家主體的立法機關，委員會並沒有舉行選舉，反倒是甄選了地方上的政治菁英，和美國1913年美國憲法第十七修正案通過前的美國參議院一樣。
依據俄羅斯聯邦憲法第95條之規定：「委員會之組成由各主體推派兩名代表。」一位代表是由聯邦主體的議會選舉出，另一位則是由主體的行政首長推薦經過議會同意後任命，2000年之前每位聯邦主體的首長會自薦為上院議員，又同時兼任地方上的職務，或推薦親信出任，在普亭繼任總統後就施壓於他們停止這種作為，禁止任何聯邦主體的首長兼任上院議員。
然而委員會的組成仍不由國家來硬性規定，畢竟聯邦委員會是作為上議院來代表各地方的民意。
2004年前聯邦主體還可以上議院的議事程序反映他們的聲音，這些反映的聲浪有時候成為一股潮流，然而在2004年12月後新法通過，所有的程序都由聯邦委員會主席來主導。

## 權力
作為上議院，聯邦委員會綜觀起來權責沒有比下議院國家杜馬還要來的多，基於聯邦主義的精神來設計，其投票受限於地方政治菁英的嚴格監控，聯邦委員會實際上難以做出較為激進的改變。
委員會的主要目的在於覆議國家杜馬決議的法律草案，聯邦法律包含的預算、海關法規、金控以及批准國際條約，而委員會不可修定國家杜馬的草案。
儘管實權未必比國家杜馬來的多，聯邦委員會有以下獨享的特別權力如下：
- 批准各聯邦主體間的邊界畫分；
- 批准俄羅斯聯邦總統的戒嚴令；
- 批准俄羅斯聯邦總統的緊急命令；
- 批准俄羅斯聯邦對外動員武裝力量；
- 頒布俄羅斯聯邦總統當選資格；
- 彈劾俄羅斯聯邦總統；
- 批准俄羅斯總統提名憲法法院、最高法院以及最高仲裁法院的法官；
- 批准俄羅斯總統提名的檢察總長；
- 委任委員會副主席以及審計總署半數的精算師。

關於通過聯邦法案，必須要有上院議員的半數贊成，關於聯邦憲法的相關修定必須要四分之三的議員贊成才能通過，如果無法覆議通過國家杜馬的草案，兩院得成立調解委員會以商議雙方可接受的版本以再次交由兩院覆決，聯邦委員會的決議國家杜馬可用三分之二的多數來否決。

## 批評
聯邦委員會最大的批評來源在於，作為一國之上議院卻沒有選舉來甄選地方政治菁英，自從2000年時任總統的普京展開改革上議院權力，委員會不過是個克里姆林宮的橡皮圖章，而非一國的獨立立法機關，多數的上院議員甚至包含前任的委員會主席謝爾蓋·米羅諾夫，都和普京為首的統一俄羅斯黨結盟，儘管從制度面而言政黨不應該介入委員會的事務，從謝爾蓋·米羅諾夫在2002年任職後，克林姆林宮和主席以及各個上院議員展開密切的會談，這意味著每次的決議都會以懸殊的差距通過執政黨的議案，而幾乎所有的時間都是在通過克林姆林宮當局的法案。
反對者也著眼點於委員會的召開，會議通常只有一天至多兩週，每次的立法都相當的倉促，而且以一面倒的姿態通過，導致克林姆林宮被抱怨施壓於委員會而快速通過法案，而且是直接向委員會的議員和主席該如何投票，出身左翼的國家杜馬議員感嘆普亭已經牢牢掌握上議院和他們分庭抗禮。
2004年普京重組國家主體的行政體系，主體的行政首長經由克林姆林宮任命後交由當地議會進行人事同意案，支持聯邦制的人批評總統掌控構成上議院的國家主體單位，在此之前葉爾辛就有想要改組上議院的選出方式，然而雙方發生爭執，從這點看來普亭的作為比葉爾辛的作為更加把權力集中於總統身上，並且把國家主體的心聲掩蓋過去了，然而普京的支持者批評這些持反對意見的人，葉爾辛初期也是任命州級單位的國家主體，為何到普亭全面任命國家主體的首長反要受到批評。